# Kirby (Vermont)
Kirby – miasto w Stanach Zjednoczonych, w stanie Vermont, w hrabstwie Caledonia.